# Halticus saltator
Halticus saltator is een wants uit de familie van de blindwantsen (Miridae). De soort werd het eerst wetenschappelijk beschreven door Étienne Louis Geoffroy in 1785.

## Uiterlijk
De ovale zwart glanzende wants heeft geen volledige vleugels en kan 2 tot 2,5 mm lang worden. Af en toe komen er langvleugelige varianten voor, die worden iets langer, 2,5 tot 3 mm. De antennes zijn relatief lang en zijn geelachtig van kleur. Het lichaam is bedekt met fijne haartjes en het achterlijf is sterk naar beneden gebogen. De kop is geelbruin tot roodbruin. De pootjes zijn geel met uitzondering van de dijen, die voor het grootste deel zwart gekleurd zijn. Met de pootjes kan het dier goed springen, net als een vlo. De soort kan in Nederland verward worden met de andere vertegenwoordigers uit het genus Halticus, zoals Halticus apterus; die heeft echter een zwarte kop. Ook Halticus luteicollis lijkt er op maar die heeft een lichtere kop en goudgele haartjes op het lichaam.

## Leefwijze
De soort overwintert als eitje en er zijn bij gunstige omstandigheden twee generaties per jaar. De wants zuigt aan diverse planten en kan hiermee soms schade veroorzaken aan voedselgewassen en sierplanten. De volwassen dieren kunnen waargenomen worden van juni tot september op vochtige warme plaatsen.

## Leefgebied
De wants is in Nederland zeer zeldzaam en is sinds 1948 niet meer waargenomen. De soort komt voor in het Palearctisch gebied, van Europa tot Azerbeidzjan en Kazachstan in Azië.